# Giuse Ngô Duy Hiển
Giuse Ngô Duy Hiển (1769-1840) là một linh mục, được Giáo hội Công giáo Rôma tôn phong Hiển Thánh vào năm 1988.
Ông sinh năm 1769 tại làng Quần Phương Hạ, tỉnh Nam Định (nay thuộc giáo xứ Quần Phương, thị trấn Yên Định, huyện Hải Hậu, tỉnh Nam Định, Giáo phận Bùi Chu), giúp việc cho Giám mục Delgado Y. Ông tuyên khấn theo dòng Thánh Đa Minh ngày 12 tháng 10 năm 1812 và được gửi đi học nhiều năm tại tỉnh dòng ở Manila.
Trở về Việt Nam, ông coi sóc giáo dân Hưng Nghĩa, Trung Thành và xứ đạo Cao Mộc. Vua Minh Mạng ra sắc chỉ cấm đạo, ông về giúp Giám mục Henares Minh. Đêm 20 tháng 12 năm 1839, ông đi xức dầu và giải tội cho ông Đội Nhật đang hấp hối. Một người ngoại giáo phát giác và tố cáo nên tổng đốc Trịnh Quang Khanh cho quân vào bắt.
Quan truyền bước qua thập giá, ông thưa: “Tôi thờ lạy Chúa, một Thiên Chúa, có lẽ nào tôi bước qua ảnh Ngài”. Quan tức giận, truyền đánh roi, đóng gông. Đầu tháng 5 năm 1840, triều đình châu phê bản án, ông chịu xử trảm ngày 9 tháng 5 năm 1840 tại pháp trường Nam Định.